# Associazione Calcio Forlì 1964-1965
Questa voce raccoglie le informazioni riguardanti l'Associazione Calcio Forlì nelle competizioni ufficiali della stagione 1964-1965.

## Stagione
Nella stagione 1964-1965 il Forlì disputa il girone B del campionato di Serie C, con 22 punti si piazza in ultima posizione e etrocede in Serie D con il Grosseto con un punto in più, sale in Serie B il Pisa che con 47 vince il torneo davanti all'Arezzo secondo con un punto in meno.
A seguito di uno dei migliori campionati della storia del Forlì, la società precipita in una grave crisi, culminata con l'abbandono della gestione di Francesco Lombardi. Arriva il Commissario Straordinario nella persona di Giuseppe Goberti, per diminuire il pesante disavanzo vengono ceduti undici giocatori, l'unico a restare il difensore Giancarlo Capucci per ragioni di età. Nella sede di Via Massirini rimangono Mario Betti, Enrico Maria Rossi e l'allenatore Libero Zattoni, che si impegnano a non far fallire il Forlì. Gestiscono la stagione con i proventi degli incassi e con il contributo del Comune. Con quasi tutti i giocatori presi in prestito ed alcuni giovani la squadra biancorossa termina il campionato ultima con sole cinque vittorie e retrocede in Serie D, ritornerà in Serie C al termine della stagione 1967-1968. Tra le poche note positive di questa stagione segnaliamo due giovani che si dono messi in luce e nei prossimi anni giocheranno nelle serie superiori, Vittorio Spimi e Roberto Ranghino.

## Rosa
| N. |                   | Ruolo | Calciatore          |
| -- | ----------------- | ----- | ------------------- |
|    | Italia (bandiera) | A     | Vladomiro Alberti   |
|    | Italia (bandiera) | A     | Vittorio Albini     |
|    | Italia (bandiera) | D     | Alberto Benini      |
|    | Italia (bandiera) | D     | Giancarlo Capucci   |
|    | Italia (bandiera) | A     | Guglielmo Castellan |
|    | Italia (bandiera) | C     | Roberto Cazzoli     |
|    | Italia (bandiera) | A     | Sandro Cicogna      |
|    | Italia (bandiera) | C     | Tito Corsi          |
|    | Italia (bandiera) | D     | Aldo Danieli        |
|    | Italia (bandiera) | C     | Lino De Petrillo    |
|    | Italia (bandiera) | P     | Gastone Giacinti    |
|    | Italia (bandiera) | P     | Pino Gimelli        |
|    | Italia (bandiera) | D     | Pier Ettore Lucchi  |

| N. |                   | Ruolo | Calciatore           |
| -- | ----------------- | ----- | -------------------- |
|    | Italia (bandiera) | C     | Paolo Luzi           |
|    | Italia (bandiera) | D     | Massimo Manetti      |
|    | Italia (bandiera) | C     | Sergio Marzocchi     |
|    | Italia (bandiera) | A     | Bruno Matassini      |
|    | Italia (bandiera) | C     | Rino Mazzi           |
|    | Italia (bandiera) | C     | Luigi Misirocchi     |
|    | Italia (bandiera) | C     | Paolo Naviragni      |
|    | Italia (bandiera) | C     | Francesco Paglionico |
|    | Italia (bandiera) | D     | Roberto Ranghino     |
|    | Italia (bandiera) | C     | Giovanbattista Sassi |
|    | Italia (bandiera) | D     | Vittorio Spimi       |
|    | Italia (bandiera) | D     | Mauro Strocchi       |
|    | Italia (bandiera) | C     | Bruno Villa          |

## Risultati

### Girone di andata
| Arbitro: | Mascali (Desenzano del Garda) |

|                     |           |  |
| Mariotti 70’ (rig.) | Marcatori |  |

| Forlì 27 settembre 1964 2ª giornata | Forlì              | 0 – 0 | Anconitana | Stadio Tullo Morgagni\| Arbitro: \| Possagno (Treviso) \| |
| Arbitro:                            | Possagno (Treviso) |       |            |                                                           |

| Arbitro: | Ciulli (Roma) |

|                   |           |           |
| Dal Maso 35’, 79’ | Marcatori | 71’ Sassi |

| Arbitro: | Gratton (Vicenza) |

|           |           |               |
| Spimi 90’ | Marcatori | 88’ Palazzoli |

| Arbitro: | Fioretti (Roma) |

|           |           |  |
| Parra 25’ | Marcatori |  |

| Arbitro: | Lo Giudice (Torino) |

|  |           |           |
|  | Marcatori | 1’ Attili |

| Arbitro: | Valagussa (Lecco) |

|                 |           |  |
| Picciafuoco 22’ | Marcatori |  |

| Arbitro: | Torra (Voghera) |

|                             |           |              |
| De Petrillo 20’, 62’ (rig.) | Marcatori | 43’ Buglioni |

| Forlì 15 novembre 1964 9ª giornata | Forlì          | 0 – 0 | Torres | Stadio Tullo Morgagni\| Arbitro: \| Cimma (Biella) \| |
| Arbitro:                           | Cimma (Biella) |       |        |                                                       |

| Terni 22 novembre 1964 10ª giornata | Ternana          | 0 – 0 | Forlì | Stadio Viale Brin\| Arbitro: \| Paglia (Cremona) \| |
| Arbitro:                            | Paglia (Cremona) |       |       |                                                     |

| Forlì 29 novembre 1964 11ª giornata | Forlì             | 0 – 0 | Arezzo | Stadio Tullo Morgagni\| Arbitro: \| Cariccioli (Roma) \| |
| Arbitro:                            | Cariccioli (Roma) |       |        |                                                          |

| Arbitro: | Porcelli (Lodi) |

|                                                          |           |  |
| Ranghino 6’ (aut.) Guglielmoni 63’ Cosma 79’ Colombo 85’ | Marcatori |  |

| Arbitro: | Ghirardello (Merano) |

|            |           |  |
| Benetti 7’ | Marcatori |  |

| Arbitro: | Torelli (Milano) |

|               |           |  |
| Naviragni 68’ | Marcatori |  |

| Arbitro: | Pfiffner (Torino) |

|                                        |           |           |
| Zanderigo 31’ Prato 59’ Taffarello 69’ | Marcatori | 88’ Spimi |

| Arbitro: | Losacco (Bari) |

|                      |           |          |
| Villa 20’ Albini 61’ | Marcatori | 63’ Gori |

| Arbitro: | Bonfanti (Carnate) |

|                                               |           |  |
| Nenci 14’ Roffi 22’, 61’ (rig.) Redegalli 27’ | Marcatori |  |

### Girone di ritorno
| Arbitro: | Cattivello (Pozzuolo del Friuli) |

|               |           |  |
| Matassini 33’ | Marcatori |  |

| Arbitro: | Caldei (Città di Castello) |

|                            |           |               |
| Bertolotti 21’, 71’ (rig.) | Marcatori | 54’ Castellan |

| Forlì 7 febbraio 1965 20ª giornata | Forlì               | 0 – 0 | Carrarese | Stadio Tullo Morgagni\| Arbitro: \| Aloisi (Giulianova) \| |
| Arbitro:                           | Aloisi (Giulianova) |       |           |                                                            |

| Arbitro: | Casella (Messina) |

|           |           |             |
| Pazzi 22’ | Marcatori | 25’ Daniele |

| Arbitro: | De Marco (Torre del Greco) |

|               |           |               |
| Matassini 82’ | Marcatori | 74’ Turchetto |

| Arbitro: | Serafino (Roma) |

|                     |           |                         |
| Attili 65’ Rega 78’ | Marcatori | 27’ Matassini 30’ Spimi |

| Arbitro: | Gandiolo (Alessandria) |

|  |           |             |
|  | Marcatori | 74’ Gabetto |

| Arbitro: | Trucillo (Venezia) |

|              |           |  |
| Buglioni 14’ | Marcatori |  |

| Arbitro: | Menegali (Roma) |

|           |           |              |
| Varsi 56’ | Marcatori | 2’ Matassini |

| Arbitro: | Veronese (Venezia) |

|  |           |                          |
|  | Marcatori | 39’ Sciaretta 72’ Barone |

| Arbitro: | Prece (Roma) |

|                                       |           |                         |
| Ferrari 3’ Tassinari 24’ Flaborea 77’ | Marcatori | 29’ Castellan 29’ Spimi |

| Arbitro: | Dal Prato (Nogara) |

|  |           |                              |
|  | Marcatori | 53’ Guglielmoni 54’ Cervetto |

| Arbitro: | Caputo (Molfetta) |

|           |           |            |
| Spimi 12’ | Marcatori | 60’ Mazzei |

| Arbitro: | Lattanzi (Roma) |

|                |           |  |
| Mantellato 44’ | Marcatori |  |

| Arbitro: | Concina (Novara) |

|                      |           |                        |
| Spimi 53’ Albini 88’ | Marcatori | 20’ Bonacchi 45’ Prato |

| Arbitro: | Bravi (Roma) |

|                           |           |             |
| Peronace 22’ Ferrario 34’ | Marcatori | 52’ Daniele |

| Arbitro: | Monforte (Palermo) |

|                          |           |               |
| Albini 24’ Castellan 61’ | Marcatori | 10’ Redegalli |